# Ídolo de Ruanales
El llamado Ídolo de Ruanales se localiza en el lugar de El Redular, en los alrededores de El Barriuco (Ruanales), del municipio de Valderredible (Cantabria, España), en un afloramiento de areniscas wealdenses que integran un amplio friso. 
Se trata de una figura alargada, abierta en su base, que se estrecha en dirección arriba, cerrándose con una línea curva. Está ejecutada con un surco profundo. 
El grabado principal, el llamado Ídolo de Ruanales, se encuentra a unos 110 cm del suelo, en una pared de unos 170 centímetros de altura y 78 de anchura en la base.